# SV Alemannia Waldalgesheim
Der SV Alemannia Waldalgesheim ist ein Sportverein aus der rheinland-pfälzischen Gemeinde Waldalgesheim. Der Verein wurde 1910 von 15 Männern gegründet und hat heute mehrere Abteilungen, wie die Fußball-, die Basketball-, Tennis- und die Aerobic-Abteilung. Des Weiteren bietet der Verein Mutter-Kind-Turnen, Kinderturnen und Jazztanz an.

## Geschichte
Der erste Abteilungsleiter des Vereins war Johann Kemmerle. Heinrich Jung, der erster Kassierer im Verein war und dessen Lokal als Vereinsheim diente, half dem Verein aus, indem er eine Wiese zur Verfügung stellte und bearbeitete, sodass dort Spiele ausgetragen werden konnten. Nachdem der Verein mehrere erfolgreiche Jahre im Amateurfußball gespielt hatte, wurde der Spielbetrieb kurz nach Beginn des Ersten Weltkrieges eingestellt.
Kurz nach dem Ende des Krieges konnte man wieder eine neue Mannschaft formieren und beim DFB anmelden. Der Verein pachtete einen Platz in der Genheimer Gemarkung und trug dort seine Spiele aus. In der Saison 1926/27 wurde der Verein ungeschlagen Meister der Kreisklasse C, stieg in die B-Klasse auf und schaffte den Durchmarsch in die Kreisliga A nur eine Saison später.
1930 konnte der Verein nach langen Verhandlungen einen neuen Austragungsort ihrer Spiele finden. 1935 fand zum 25-jährigen Jubiläum des Vereins ein Freundschaftsspiel gegen Hassia Bingen statt, das der Verein mit 0:4 verlor. Nach einem zeitweiligen Abstieg in die C-Klasse stieg der Verein in der Saison 1937/38 durch einen Sieg im Entscheidungsspiel gegen die VfR Simmern wieder in die B-Klasse auf. Durch den Beginn des Zweiten Weltkrieges musste die erste Mannschaft erneut den Spielbetrieb einstellen, wobei die Jugendmannschaft – unter schwierigen Bedingungen – weiter Fußball spielen konnte.

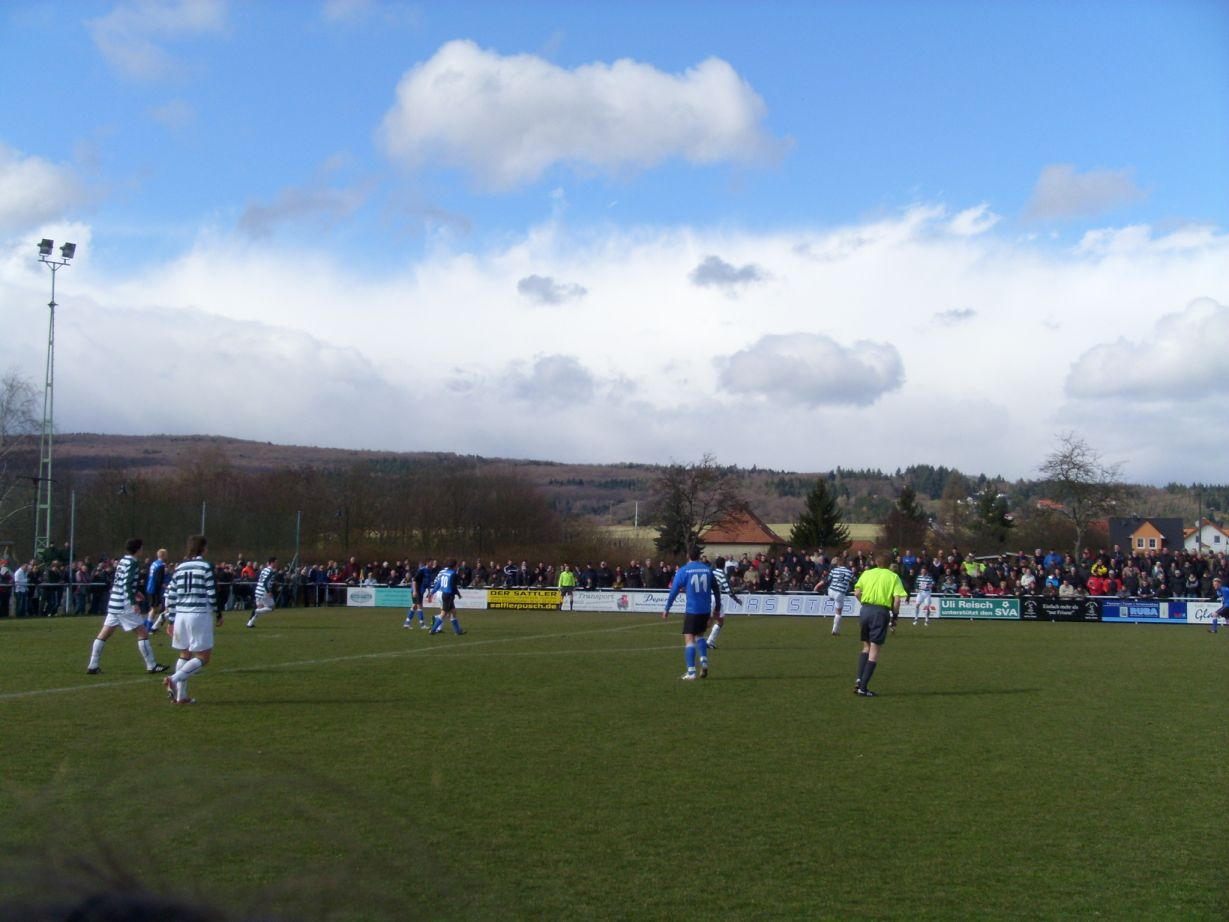
Oberligaspiel des SV Alemannia Waldalgesheim gegen den 1. FC Saarbrücken

1946 wurde erneut eine Mannschaft geformt, wobei der Name Alemannia in der Besatzungszone verboten war. In der Saison 1947/48 stieg der Verein in die Bezirksliga Nahe auf. Im Spieljahr 1949/50 wurde der Verein vom Bezirk Nahe in den Bezirk Rheinhessen umgegliedert.
Nach weiteren Ab- bzw. Aufstiegen trat der Verein in der Saison 2008/09 erstmals in der Oberliga Südwest an, die vor der Einführung des neuen Ligasystems die vierthöchste Spielklasse in Deutschland darstellte.
Im Jahr 2010 feierte der Verein sein hundertjähriges Vereinsjubiläum.
Im Mai 2014 gewann die Alemannia den Südwestpokal durch einen 1:0-Sieg im Finale gegen den Regionalligisten SVN Zweibrücken und qualifizierte sich damit für die erste Hauptrunde des DFB-Pokals. Als Gegner wurde dem Verein der Bundesligist Bayer 04 Leverkusen zugelost, dem man 0:6 unterlag. Der Verein stieg 2014 in die Verbandsliga ab und verpasste den sofortigen Wiederaufstieg im Folgejahr nur knapp. 2020 gelang als Meister der Verbandsliga die Rückkehr in die Oberliga, in der der Klub seither spielt.

### Bilanz seit 1996
| 1996/97 | Bezirksliga Rheinhessen       | 01.                 |     |    |    | 88:39 | 67 |
| 1997/98 | Landesliga Südwest Ost        | 04.                 |     |    |    | 64:37 | 55 |
| 1998/99 | Landesliga Südwest Ost        | 05.                 | 13  | 08 | 09 | 55:53 | 47 |
| 1999/00 | Landesliga Südwest Ost        | 03.                 | 15  | 06 | 09 | 64:54 | 51 |
| 2000/01 | Landesliga Südwest Ost        | 11.                 | 10  | 06 | 14 | 53:51 | 36 |
| 2001/02 | Landesliga Südwest Ost        | 09.                 | 12  | 07 | 11 | 55:48 | 43 |
| 2002/03 | Landesliga Südwest Ost        | 05.                 | 14  | 06 | 10 | 59:44 | 48 |
| 2003/04 | Landesliga Südwest Ost        | 01.                 | 17  | 12 | 01 | 68:25 | 63 |
| 2004/05 | Verbandsliga Südwest          | 09.                 | 11  | 06 | 13 | 58:53 | 39 |
| 2005/06 | Verbandsliga Südwest          | 08.                 | 10  | 13 | 07 | 46:42 | 43 |
| 2006/07 | Verbandsliga Südwest          | 02.                 | 20  | 04 | 06 | 60:30 | 64 |
| 2007/08 | Verbandsliga Südwest          | 02.                 | 18  | 04 | 08 | 62:34 | 58 |
| 2008/09 | Oberliga Südwest              | 15.                 | 10  | 06 | 18 | 46:57 | 36 |
| 2009/10 | Oberliga Südwest              | 08.                 | 13  | 09 | 12 | 54:61 | 48 |
| 2010/11 | Oberliga Südwest              | 12.                 | 12  | 10 | 14 | 58:65 | 46 |
| 2011/12 | Oberliga Südwest              | 17.                 | 10  | 07 | 17 | 41:57 | 37 |
| 2012/13 | Verbandsliga Südwest          | 01.                 | 23  | 05 | 02 | 74:23 | 74 |
| 2013/14 | Oberliga Rheinland-Pfalz/Saar | 17.                 | 08  | 13 | 13 | 50:53 | 37 |
| 2014/15 | Verbandsliga Südwest          | 02.                 | 20  | 05 | 05 | 84:30 | 65 |
| 2015/16 | Verbandsliga Südwest          | 04.                 | 16  | 07 | 07 | 61:39 | 55 |
| 2016/17 | Verbandsliga Südwest          | 05.                 | 16  | 06 | 08 | 73:33 | 54 |
| 2017/18 | Verbandsliga Südwest          | 09.                 | 14  | 06 | 12 | 69:47 | 48 |
| 2018/19 | Verbandsliga Südwest          | 03.                 | 17  | 04 | 09 | 75:40 | 55 |
| 2019/20 | Verbandsliga Südwest          | 01.                 | 14  | 03 | 02 | 56:23 | 45 |
| 2020/21 | Oberliga Rheinland-Pfalz/Saar | 04. (Staffel Nord)  | 04  | 01 | 03 | 16:11 | 13 |
| 2021/22 | Oberliga Rheinland-Pfalz/Saar | 2. (Staffel Nord)   | 12  | 03 | 07 | 43:32 | 39 |
| 2021/22 | Oberliga Rheinland-Pfalz/Saar | 8. (Meisterrunde)   | 02  | 03 | 13 | 22:51 | 9  |
| 2022/23 | Oberliga Rheinland-Pfalz/Saar | 10. (Staffel Nord)  | 4   | 04 | 04 | 23:46 | 16 |
| 2022/23 | Oberliga Rheinland-Pfalz/Saar | 15. (Abstiegsrunde) | 012 | 08 | 12 | 50:60 | 44 |
| 2023/24 | Oberliga Rheinland-Pfalz/Saar | 15.                 | 11  | 11 | 16 | 43:62 | 44 |
| Anmerkung: Grün unterlegte Spielzeiten kennzeichnen einen Aufstieg, rot unterlegte Spielzeiten einen Abstieg. |                               |                     |     |    |    |       |    |

## Austragungsort
Der Verein trägt seine Heimspiele in der Langinvest Arena an der Waldstraße aus. Nach dem Aufstieg des 1. FC Saarbrücken in die neue Regionalliga 2009 verzeichneten mehrere Vereine – darunter auch die SV Alemannia Waldalgesheim – einen enormen Zuschauerrückgang.

## Rivalität
Aufgrund der geographischen Nähe sind die Vereine Hassia Bingen sowie Eintracht Bad Kreuznach Lokalrivalen.
Zur SpVgg Ingelheim pflegt man hingegen ein freundschaftliches Verhältnis.